# Piaszno Małe
Piaszno Małe (kaszb. Małé Piôszno, niem. Klein Pyaschen) – osada kaszubska w Polsce położona na Pojezierzu Bytowskim (na skraju północnego obrzeża regionu Kaszub zwanego Gochami), w województwie pomorskim, w powiecie bytowskim, w gminie Tuchomie nad południowym brzegiem jeziorem Piaszno. Osada wchodzi w skład sołectwa Piaszno. W kierunku wschodnim znajduje się wzniesienie Siemierzycka Góra (256 m n.p.m.).
W latach 1975–1998 miejscowość administracyjnie należała do województwa słupskiego.